# Lubinia Mała (przystanek kolejowy)
Lubinia Mała – zlikwidowany przystanek kolejowy w Lubinii Małej, w województwie wielkopolskim, w Polsce, na trasie wąskotorowej linii Witaszyce Wąskotorowe – Zagórów.